# 青树坪战役
青树坪战役，又称青树坪战斗，國民黨稱之為永豐大捷，是第二次国共内战衡宝战役前的一次戰役，中国人民解放军第四野战军在青树坪对桂系軍隊发起的一次战役，但遭到桂系反击。此役是三大戰役之後解放軍少有的敗戰，是淮海战役（徐蚌会战）以来至古寧頭戰役前国民党唯一的胜仗。

## 背景与部署
1949年8月4日，程潛、陳明仁率領長沙綏靖公署、第一兵團部和3個軍、3個保安師共7.7萬人在長沙通電起義投共。白崇禧在得知這些投共部隊並未上情下達之後，立刻出動飛機撒下傳單，宣稱程潛、陳明仁被扣押。原本的投共部隊3個軍部5個整編師加2個團的兵力約4萬餘人再集體倒戈，回歸國軍、投奔白崇禧。
四野命令第四十六军、第四十九军等部队：
“在现实情况下，我军必须采取有力的配合，才能鞏固陈明仁的部队。解放軍四十九军，须要全力南进，其一四六师应即向宁乡前进，其一四五师即向湘乡方向前进，其一四七师应直向宝庆方向前进。在发现叛军时，仍先完成迂回断其退路，然后实行争取，如叛部继续逃走，则追歼之。四十六军除留守长沙、株洲部队外，应即向衡阳前进。四十军除酌留部队维持醴陵秩序外，主力应即向攸县前进……”
中国人民解放军第四十九军刚从程子华的第十三兵团调出，暂时划归中路萧劲光的第十二兵团指挥，此时正位于解放军中路大军最前端的益阳、桃花江（今桃江）、安化一线，因此为追击叛军的主力。8月8日下午一时，野司又专门急电第四十九军并各师首长，要求：“军、师目前暂勿休息，应忍劳继续南进，待切断叛军退路再停下来。一四五、一四六师更应加速南插断敌退路”“巩固胜利，使程、陈部当前稳定成为目前湖南问题最中心关键。”
过长江以来的２个多月，解放军第四十九军因病减员超过了13,000人（全军5万余人），其中有130多人病亡，2700余人必须住院治疗。部队的马匹也因滚滚热浪和各种疾病大量倒下，四十九军仅一四七师一个师就有200多匹军马在很短的时间内病亡,严重地影响了部队武器、弹药、粮食等军用物资的后勤保障。因此，从8月1日起，四野全军都按照野司的命令停止进军，一律在原地转入暑期休整阶段，大力开展以治病防病、恢复体力为中心的“兵强马壮运动”。
第49军军长钟伟部署：
- 中路的第145师（师长沈启贤，政委谭友林）长驱直入，快速向界岭以北地区挺进。
- 西路的第147师（师长郑贵卿，政治委员王建中）在夺取了新化之后，继续逼近到宝庆一带。
- 东路的第146师一马当先，穷追不舍。该师师长王奎先是大别山老红军，曾任八路军胶东军区北海军分区独立团团长。1945年9月王奎先带领部队渡海进入东北后，组建了北满军区的老七团，战斗力很强。1947年4月，以老七团为基础组建了东北民主联军独立第四师，王奎先任师长。在1947年东北夏季、秋季和冬季攻势中，独四师配合东北民主联军主力部队作战，歼敌甚多，战绩不俗。师政委栗在山，副师长兼参谋长赵永夫。第146师猛扑宁乡，消灭了未及逃遁的第一百军4,000余人，俘获第九十军的副师长。接着沿湘乡至宝庆公路对往西南方向追赶，相继攻占了湘乡县城。钟伟在下达追击命令时，为了避免孤军深入，遭敌袭击，明确规定了停止追击的地点为永丰。

青树坪镇位於湖南省双峰县西南一百四十里處，位于双峰县西端，距离邵东县东部界岭东北约10公里。湘乡至宝庆（今邵阳）公路从其中东西贯通。其向南还有公路直达衡阳，是湘中到湘南的必经之路。青树坪一带地形复杂，是个海拔约300米的石峰、丘陵围成的谷地，公路就从谷底逶迤穿过。陈明仁起义部队部分叛逃，解放军的前沿部队急起直追叛军的时候，白崇禧认为机会可是来了，急令桂军第三兵团第四十六军第236师及第四十八军一部由衡阳向邵阳及其东北方向行进，积极接应叛军；又令三兵团第七军主力亦向永丰(今双峰)、界岭方向隐蔽运动，充分利用湖南地區山脈縱列、山河交錯的地形，部署口袋陣地，准备伺机伏击解放军的追击部队。统一由第三兵團司令張淦指揮。
解放军第四十六军第136师遵照野司电令，从醴陵出发沿公路朝攸县方向疾进。8月10日，其408团与407团在宁家坪附近的山地遭到桂军主力第四十八军的伏击。第四十八军军长张文鸿集中第138、176和175师总攻，企图“彻底吃掉这股共军”。林彪立刻命令第四十六军136师就地死守，同时急令“第五兵团第十八军迅速插到桂军背后”“第四十九军作出东移佯动”白崇禧下达撤军命令。这次战斗，由于思想准备不足，解放军第407团被桂军穿插打乱，致使很多物资、文件丢失，伤亡了300余人。
8月13日，林彪获悉桂军第三兵团第七军主力已进至永丰、界岭南部地区企图伏击四野追击叛军的部队的情报后，即命令第四十六军在攸县停止追击，同时指示第四十九军“切实查明敌情，不得盲目前进。”钟伟命令各师“不要冒进,情况不明则不前进”。
8月14日，146師攻占永丰（今双峰县），歼灭守军第三兵团第四十六军第236师707团的一个营百余人。余部向西南的青树坪、界岭方向溃逃。

## 战斗经过
第146师留下438团和师直一小部分镇守永丰，以保障交通运输线、收容伤病等掉队人员，师主力继续向西南推进。

8月17日早上8时，146师发现又有敌军2个师从两侧包抄过来，并有坦克、装甲车与空军助阵的严重敌情，想撤退已为时过晚。此时，146师直接参加青树坪战斗的只有436团、437团两个团不到6,000人，第438团留守永丰未参战。前来策应、掩护的145师也就5,000人左右。由于天气潮热，146师的两部电台均发生了故障，与军部、野司失去了一切联系。钟伟急令145师迅速向敌人侧翼出击。野司也命令第四十一军和第四十五军各派1个师，朝永丰方向紧急运动，以声援、策应146师。
8月17日中午时分，146师修好了电台，与军部恢复了联系。钟伟告诉王奎先，增援部队已经赶到，命令146师一定要坚决继续就地顶住，等到天近黑后，再互相掩护撤回永丰。钟伟命令沈启贤的145师全力接应、支援，密切协同146师作战。  

8月17日黄昏后，按照军部的命令，146师在145师的接应掩护下，往青树坪东北方向撤退。
中共地下党与湘中的游击队为部队提供向导、收集情报、筹措粮食、运送伤员。146师的几十名伤员就是通过游击队安全地送到湘潭后方医院得到救治。还妥善地掩埋了一些牺牲烈士的遗体。

## 战果与影响
1987年3月出版的《中国人民解放军战史》记载，青树坪战斗解放军毙伤俘虏桂军700多人；146师伤亡、失踪877人，接应、掩护一四六师撤退的一四五师伤亡、失踪470余人。叛变的部队被白崇禧收编为第一兵团。
撤出战场后，146师开至湘潭地区进行休整、总结。146师师长王奎先等负责人对自己的轻敌大意与战斗中所犯的一些战术错误向四十九军军部、十三兵团和野司做了深刻检查：“首先是师领导轻敌。明知界岭有桂军，地形不熟，情况不明，而夜间冒进。遭敌伏击后还以为敌军要退，而不迅速转移，还犹豫，撤离留恋，致遭受严重打击”“下层也轻敌，前导营不找向导，又不严密搜索，重机枪不下驮子……”“侦察工作太差，敌接近到前沿才发现，欲撤不能，只得硬打下去”“两个团平排展开公路两侧，一打响，全部打上，毫无队形。这是重大错误。”第四十九军领导也向十三兵团和野司做出检讨，钟伟主动承揽了全部责任：“既然已下决心在永丰以北停止前进，不应轻易地听一四六师的意见而改变决心。这表明军考虑不周”“在永丰已碰到桂系一个团被我击溃，认为一个团顾虑不大，未充分估计其中变化。这是轻敌的表现，故仍未令一四六师停止……”“（第四十九）军犯了麻痹轻敌的错误。军对于青树坪战斗失利完全负责”。第四十九军通令嘉奖了在战斗中表现十分突出的146师437团等部队，还特意派军文工团慰问了146师全体将士。钟伟在在第146师的营以上干部参加的战斗总结会上指出：“界岭、青树坪战斗是为了全局利益而进行的战斗。虽然我们付出了一定的代价，但是为迟滞敌军南逃赢得了时间，为我军主力休整、补充，并发动一次新的战役创造了条件。”
1949年8月25日《陈伯钧日记》：“据消息称，白匪自称在永丰一带大捷，各路正继续前进中。下午去解参谋长处始知十二纵之三十五师确实吃了一点亏，主要是不加强侦察警戒，不占领制高点，不按山地战原则轻敌冒进，而遭敌之战术上的反击。”
《中央日报》、《广西日报》热烈宣传“青树坪大捷”、“永丰大捷”，“自徐州会战以来国军取得的最伟大的胜利”，“打破了林彪不可战胜的论调”，“全歼共军一四六师”，“共军林彪第四十九军损失惨重，第一四六师差不多全军覆灭，其他二师溃不成军，弃尸遍野”。“本月十七日，我军于邵阳界岭青树坪附近，将共军林彪部四十九军（计三个师）包围聚歼，获致辉煌胜利。”白崇禧、张淦等向李宗仁代总统致电报捷：“青树坪一役，经清查战果，共军被歼者为四十九整个军……”国防部制定“湘中决战”计划。
四野渡江以後，所向披靡，國軍大势已去。衡宝战役期間中华人民共和国已經在準備开国大典。青树坪战役上的胜利，是桂系最後的落日餘暉。此役更讓白崇禧低估了四野的战斗力，认为四野不是不可戰勝。廣西省主席黃旭初還派出慰勞團趕到衡陽，慰勞作戰有功部隊。接著白崇禧命令將桂系軍隊所有主力集結於衡陽、寶慶兩地之間與共軍決戰。1949年10月桂系在衡宝战役中即遭受四野的重创，白崇禧退至海南島，桂系自此走入歷史。
1952年1月，第49军军部改为中国人民解放军空军第3军军部，第145师编入第21兵团，第146师调归广西军区，第147师改编为公安第12师，第49军番号撤销。在双峰烈士公园中，建有有衡宝战役青树坪战斗烈士纪念馆。